# Nikolaj Henel
Nicolaus Henel von Hennenfeld (latinizirano Nicolaus Henelius), nemški zgodovinar in kronist, * 11. januar 1582, Neustadt (danes Prudnik, Poljska), † 23. julij 1656, Breslau (danes Wrocław, Poljska).